# アンデルソン・ダロンコ
アンデルソン・ダロンコ（Anderson Daronco、1981年1月5日 - ）はブラジル・リオグランデ・ド・スル州出身のサッカー審判員。ブラジル国内の1部リーグであるカンピオナート・ガウショ、 カンピオナート・ブラジレイロや全国カップ戦であるコパ・ド・ブラジルなどで主審を務めている。

## 来歴
10歳から21歳まではハンドボールの選手だった。1988年に体育学部に入学。元々は体育教師をだったが、フェデラサオ・ガウチャ・デ・フチボウ（FGF、リオグランデ・ド・スル州サッカー連盟）で審判コースを受講すると、審判のための学習に時間を費やすため体育教師を続けることを断念せざるを得なかった。
2014年10月30日、同郷のレアンドロ・ヴアデンら共に国際審判員として国際サッカー連盟 (FIFA) に登録された。FIFAワールドカップで審判をするのが夢だと語っており、様々なキャリアから2018 FIFAワールドカップで審判団の一人に選ばれると目されていた。

## 議論を呼んだ判定など
2018年のカンピオナート・ガウショにおいて、ダロンコにまつわる写真と虚偽のニュースが広まった。これについてはブラジルのメディア・コングロマリットであるグルーポRBS傘下のポータルサイト・GZHはリオグランデドスル・カトリック大学 (PUCRS) のロバート・ティエズマン教授に画像の調査を依頼、元の写真と偽の写真の間の5つの「グロテスクな」誤りを示すビデオを通して、情報が偽であることを証明した。
2019年1月には、ダロンコはヴェラノポリスECRC (VEC) のディレクターであるアデミール・ベルトリオが試合中に審判チームに侮辱的な言葉を投げつけたと報告。その後、VECのユニフォームを着たサポーターがロッカールームに侵入し、審判たちを罵り、殺すと脅迫した。
リオグランデ・ド・スル州スポーツ司法裁判所（TJD-RS）はこの件を調査し、仲裁人への脅迫を理由にVECを非難した。ジャーナリストのディオリ・バスコンセロスはGZHに寄稿した記事の中で、審判に向けられた脅迫を正当化する理由はなく、FGFが何らかの強い措置を取るべきだと述べた。
2019年7月、この事件と彼の人生が俳優・コメディアンのマルセロ・アドネット "Soy loco por Copa América" による一連のパロディのテーマの1つとして使用され、TVグローボで紹介され、ダロンコが侮辱を受け入れないこと、その身長とスポーツマンとしての外見から "強い審判”として知られ続けていることを取り上げた。
2019年8月、ヴァスコ・ダ・ガマ対サンパウロの試合を担当していたダロンコは、ヴァスコのファンが同性愛嫌悪を叫ぶチャントを発したことを理由に試合を中止した。この姿勢は、ブラジルサッカー連盟によって称賛された。ブラジルで同性愛嫌悪のチャントが原因でサッカーの試合が中断されたのは初めてのことだった。後にダロンコはこの時の試合中止について「（この判断は）私の思いつきではない。我々はこの方向に向かっている。（中略）我々は同性愛嫌悪のチャントだけに固執しているのではなく、人種差別や、フィールド上の横断幕や外国人嫌悪のチャントなど、暴力を誘発する可能性のある事実に関わる問題が存在している」と説明した。
2022年3月27日に行われた国際試合のペルー対ウルグアイ戦の後、エル・コメルシオを始めとする各メディアが、ダロンコのジャッジがウルグアイ寄りだったのではないかと非難した。スポーツジャーナリストのマルコ・キルカ・レオンは、92分のウルグアイGKセルヒオ・ロシェがあわやオウンゴールとなるボールを止めたシーンでゴールライン・テクノロジーを使用しなかったと指摘した。後にペルーサッカー連盟はFIFAに対して文書で正式な抗議文を送っている。
2024年11月26日、カステロンで行われたカンピオナート・ブラジレイロ第36節・フォルタレーザ対フラメンゴの試合中開始直前、フォルタレーザの男性サポーターがダロンコに向かって「今夜は俺たちに盗みを働くんじゃないぞ（≒俺たちから勝ち点を奪うんじゃないぞ）」と叫んだところ、ダロンコはポルトガル語で「くたばれ」と言い返した。

## 挿話
家族は妻と子供二人。審判員であることのリスクから守るため、家庭生活を公表しないスタンスを貫いている。
体育教師時代の2013年に発生したサンタマリアナイトクラブ火災では教え子を何人か亡くしている。
2015年はカンピオナート・ブラジレイロで27試合を担当し、シーズン担当試合数の最多記録を更新、この時の審判報酬は10万レアルに上ると報じられた。また、2017年もカンピオナート・ガウショで21試合を担当、報酬額は8万4千レアルに上ると報じられた。
188cmの大柄な体躯を備え、2020年8月30日のグレミオ対カシアスの試合後にはダロンコの体格と肉体的な存在感についてのコメントがソーシャルメディアで広まり、スペイン語圏の複数のメディアでも取り上げられるほどだったが、2017年に減量により体重を90kgに減らした。ダロンコはスポーツへの情熱が筋肉を増量させたと語っているが、それは本人の意図ではなく、周囲の委員会や体育教師らが、短期的にも長期的にもキャリアに影響が生じないように余分な体重を減らすよう助言したためである。この減量により、40m走を6秒以内で走れるようになり、以後もトレーニングを欠かしていない。